# Manolito Gafotas (película)
Manolito Gafotas es una película de humor de 1999 dirigida por Miguel Albaladejo y basada en la serie de novelas homónima escritas por Elvira Lindo.
Tuvo una secuela dos años más tarde dirigida por Juan Potau: Manolito Gafotas en ¡Mola ser jefe! (2001).

## Argumento
El verano se presenta francamente mal para Manolito Gafotas. Está condenado, un año más, a pasar las vacaciones en su pequeño piso de Carabanchel Alto, con su madre, su abuelo y su hermano pequeño. Y encima ha suspendido las matemáticas, para disgusto de su madre. Manolito espera con ilusión la llegada del padre, camionero de profesión, para que se lleve la familia a la playa.

## Críticas
Según Ángel Fdez. Santos, periodista del diario El País, la considera "inteligente y vivísima comedia, divertida, limpia, libre"; asimismo María Casanova, redactora de Cinemanía, opina que "a unos les arrancará carcajadas y para otros tendrá un regusto triste".

## Reparto
| Intérprete            | Personaje              |
| --------------------- | ---------------------- |
| David Sánchez del Rey | Manolito Gafotas       |
| Adriana Ozores        | Catalina               |
| Roberto Álvarez       | Manolo                 |
| Antonio Gamero        | El abuelo Nicolás      |
| Fedra Lorente         | Alicia                 |
| Marta Fernández Muro  | La Luisa               |
| Gloria Muñoz          | La sita Asunción       |
| Alejandro Martínez    | El Imbécil             |
| David Martínez        | El Imbécil             |
| Laura Calabuig        | Susana 'Bragas Sucias' |
| Sergio López del Pino | El Orejones            |
| Álvaro Miranda        | Yihad                  |
| Geli Albaladejo       | Benítez                |
| Elvira Lindo          | Cardona                |
| Paco Valladares       | Cura                   |
| Belinda Washington    | Madre Orejones         |
| César Varona          | Ezequiel               |
| Roberto Hernández     | Frasquito              |
| Julio Martínez Damil  | Camionero 1            |
| Bruto Pomeroy         | Camionero flotador     |
| Guillermo Toledo      | Vendedor del hiper     |
| Javier R. Mori        | Encargado del polígono |
| José Barbón           | Pastor                 |
| José Luis Santos      | Camionero vejete       |
| Mariola Fuentes       | Madre de Susana        |
| Antonia San Juan      | Madre de Yihad         |
| Lola Albaladejo       | Madre 1                |
| María Carmen García   | Madre 2                |
| Carmen Pérez          | Madre 3                |
| Laura San José        | Patricia               |
| Palmira Santiago      | Abuela de Susana       |
| Fernando Ransanz      | Abuelo de Yihad        |
| Emilio Urberuaga      | Vecino del 4º          |
| Linda                 | Boni                   |

- Datos: Q5991633